# 锦屏镇 (崇信县)
锦屏镇，是中华人民共和国甘肃省平凉市崇信县下辖的一个乡镇级行政单位。

## 行政区划
锦屏镇下辖以下地区：
关村、东街村、西街村、梁坡村、枣林村、刘家沟村、薛家湾村、平头沟村、姚洼村、东庄村、魏家沟村、杜家沟村、关河村、新集村、野雀村、长新村、冉李村、九功村、于家湾村、文家咀村和李家沟村。